# 杉下茂
杉下 茂（すぎした しげる、1925年9月17日 - 2023年6月12日）は、東京府東京市神田区（現：東京都千代田区）出身のプロ野球選手（投手）・コーチ・監督、解説者。

## 概要
中日ドラゴンズでは投手として1度のリーグ優勝、1度の日本シリーズ優勝に貢献。個人ではNPBで合計11個のタイトル（6個）・主要表彰（5個）を獲得している。
NPB史上初の本格的なフォークボールの使い手（フォークボーラー）とされ、当時は珍しさがあったものの驚異的な変化の切れ味と落差を誇るフォークボールを自在に操って球界に絶大な影響を与えたことから「フォークボールの神様」と呼ばれている。
1954年に32勝を挙げるなど中日ドラゴンズのエースとして活躍し、沢村栄治賞を史上初めて3度受賞しているほか、史上4人目・セ・リーグ史上初となる投手五冠王に輝いている。その実力は、「ミスタージャイアンツ」長嶋茂雄からも「生涯でナンバーワンと思えた人間の一人」と称された。歴代屈指の名投手コーチとも言われている。

## 経歴

### プロ入り前
杉下家の本家は「岐阜の小京都」として知られる郡上八幡だが、実家は大きな中華料理屋で、茂は父親が50歳ほどの時に生まれた。茂にとって父親は身体を壊して寝込んでいる印象しかないが、野球好きで、寝床にいながら東京六大学野球の試合をラジオで聞きつつスコアブックを付けていた。また母は野球好きではなかったが、日曜日には弁当を持って神宮球場へ連れて行ったという。茂が2 - 3歳の頃に一家は父親の職場がある中央区新川へ転居したが、その際にグローブとミットを買ってもらい、明正小学校低学年の頃に3歳上の兄とキャッチボールを始めた。当初は兄が投手、茂が捕手でプレーしていたが、茂は「本当は投手が良かったが弟だから仕方ない」として諦めていたという。4年生の2月に父親が病没すると神田区（現：千代田区）神田へ転居し、錦華小学校へ転校した。錦華小学校は神田区では区大会で負けなしの強豪で、4 - 5歳年上の仲間に混ざってプレーしていたところを野球部へ勧誘された。初の試合のみ捕手を務め、2試合目から投手としてプレーする。
旧制帝京商業学校では野球部に所属し、監督だった天知俊一の元で4番・一塁手としてプレーした。長身を生かして投手として登板することもあったが当時は弱肩で、守備時の送球は下手投げに近い横手投げだった。1944年3月に卒業後12月25日に入隊し、野球経験者という理由だけで中隊対抗の手榴弾投げ競争の代表選手に選ばれた。そのために弱肩を言い出せず、投球フォームを上手投げに矯正して必死に遠投を練習した結果、肩が強くなって優勝した。1945年には中国に出征し、同年3月21日に海軍に所属していた兄・安佑が特攻隊として沖縄方面へ出撃して戦死し、少佐に二階級特進となった。終戦後は杉下自身も捕虜収容所に入れられ市中引きずり回しまでさせられたが、井戸水の上澄みだけを飲むようにしたことが功を奏し生き延び1946年1月に帰国した。
復員後は社会人野球のいすゞ自動車へ入社し、当時監督だった苅田久徳によって本格的に投手として起用される。同時期に存在したプロ野球「大和軍」が消滅したため、苅田自身や高橋吉雄らが加入して「いすゞ自動車硬式野球部」として本格的に活動を開始した。初の対外試合は日本コロムビア戦で、苅田から投手で起用されるといきなりノーヒットノーランを達成した。その際の球審は奇しくも天知で、病気療養の弱肩投手から強肩速球派投手に進化していた杉下に驚愕していた。
第二次世界大戦で中断していた東京六大学野球リーグが1946年春に再開されると、杉下は野球を続けるために都市対抗野球終了後にいすゞ自動車を退社し、明治大学旧制専門部へ入学した。監督の苅田が法政大学出身だったために、杉下へ「都市対抗が終わったら法政に入れ」と言っていたが断り、杉下の入学に関しても天知は一切関与していないという。監督だった八十川胖の指導で練習を行うがその練習はいい加減なもので、午前中に300球近くを投げ込んだ後に打撃練習へ2時間登板、投げ方も横や下など定まらない投球で、一日1000球も投げ込んだという。また、八十川から杉下が天知の教え子と聞くや、杉下が一塁手をやっていたらしいというだけで一塁でノックを受けさせたほどである。
大学卒業直前の1948年正月、岡山県立琴浦商業学校に投手として在籍していた東谷夏樹にナックルボールを教えていた杉下を見かけた天知から、「『フォークボール』というものがある」と教えられる。しかし、試合で初めて投じた1球目が当たり損ないの安打になったことで縁起の悪さを嫌い、すぐに封印してしまった。封印後も八十川から吐くほどにまで投球練習をさせられてついに肩を壊したが、杉下は「残念だったのは在学中に一度もリーグ戦で優勝できなかったこと」と述べている。

### プロ入り後

#### 米キャンプ参加から五冠王
明治大学旧制専門部での3年間を終えた杉下は、そのまま学部（3年間）へ進学するかプロ入りするかで迷った挙句、1949年に中日ドラゴンズへ入団した。
父親の没後に駄菓子店を営んでいた母親からは「お金は何とかなるから学部へ進め。野球を職業にしてはいけない」と猛反対され、明治大学監督の宮坂達雄からは財界からスポンサーを探したが、杉下自身は他人の世話になって大学を卒業することに抵抗を感じていたという。杉下の中日入団に関しては天知と駿台倶楽部会長だった小西得郎の世話があったという。また、入団直前には当時の人気コメディアンで亡くなったばかりの高勢実乗の2代目としてスカウトされたが、その理由は「杉下の風貌がよく似ていた」だけだったという。契約金50万円・年俸36万円での入団で、当時はラーメンが1杯50円の時代だったが、「10年やればサラリーマンの生涯賃金より多くなるはず」と言われたという。
プロ初登板となった1949年4月3日の対南海ホークス2回戦（中日球場）で初勝利を挙げると、対東映フライヤーズ戦では封印していたフォークボールを用いて大下弘から3打席連続三振を奪った。同年は右肩を痛めるも8勝を挙げ、1950年からは1955年まで6年連続20勝を含む、9年連続2桁勝利を記録した。
1950年の春季キャンプでは右肩の痛みから球拾い専門となったが5月頃から痛みが消え、再発防止のために名古屋での試合後は超短波治療を受け続け、55試合登板で27勝（15敗）、防御率3.20の好成績を残した。またこの年の4月21日には佐賀県鹿島市に在する祐徳稲荷神社がかつて運営していた祐徳国際グラウンドでの対西日本パイレーツ第5回戦の6回表にプロ入り初本塁打となる満塁本塁打を野本喜一郎（後に埼玉県立上尾高等学校、東洋大学監督）から放っているが、これはセントラル・リーグ初の“投手が打った満塁本塁打”1号であり、前身時代を含めた中日球団史上初となる“プロ入り初本塁打が満塁本塁打”という快記録でもあった。
1951年2月下旬にはサンフランシスコ・シールズ監督のフランク・オドールからキャンプに招待されて渡米する。杉下自身は後年、「どうして選ばれたのか分からないが投手はオレ一人。その代わり野手は川上さん、藤村さん、小鶴さんと当時の強打者ばかり。球団代表が『半年間帰国出来ないかもしれん』と監督（天知）に話すと困った顔をしていたそうだ」「川上さんは将来の日本球界を背負って立てるように『監督やコーチをよく見ておくように』と指示が出ていたらしい」と述べている。その甲斐あって同年は28勝（13敗）で初の最多勝、防御率2.35で沢村賞を初受賞した。1952年も32勝を挙げる活躍で2年連続の沢村賞を受賞している。
杉下にとってプロ野球生活最高の年となった1954年は、32勝・防御率1.39・273奪三振を記録して中日ドラゴンズの初優勝を飾るだけでなく、自身も最多勝、最優秀防御率、最多奪三振、最高勝率、最多完封を挙げ、日本プロ野球史上4人目、2リーグ分立後初となる投手五冠王に輝いた。それ以外にもMVPとベストナイン、沢村賞に関しては史上初の3度目の受賞となった。優勝を争った読売ジャイアンツからはチームで14勝（12敗）を挙げたが、杉下ひとりで11勝を挙げた。同年の日本シリーズ（対西鉄ライオンズ戦）においても7試合中5試合に登板し、4試合で完投、最終戦では後述するように普段は1試合に数球しか投げなかったフォークを多用し、3勝1敗で球団史上初となる日本一に貢献してシリーズMVPに輝いた。

#### 金田との投げ合い
杉下と金田正一（国鉄スワローズ）の投げ合いは1950年代のプロ野球を代表する名勝負として現在でも語り草となっている。
1954年の中日ドラゴンズは読売ジャイアンツと優勝を争っていたが、国鉄との試合に敗れれば優勝を逃す成績となっていた。監督の天知俊一は杉下に対し、国鉄のエース・金田が登板する試合は必ず登板するよう指示しており、杉下もそのように調整を行っていた。結局、杉下は金田と投げ合って全勝を収め、金田は対中日ドラゴンズ戦で1勝7敗と大きく負け越す結果となった。杉下は「3年目の石川が21勝を挙げて、（自身との）2本柱が出来たことが大きかった。僕が投げるのは主に巨人戦と金田が先発する国鉄戦。金田からは点が取りにくいから相手打線を抑えるしかない。それ以外は石川の担当だ」と述べている。
1955年5月10日の試合（川崎球場）でも金田と投げ合い、1-0の僅差スコアでノーヒットノーランを達成した。この試合で杉下が許した走者は四球のみの準完全試合だったが、その四球は奇しくも金田に与えたものだった。試合後、球審を務めた円城寺満から杉下へ「すまんかったのぉ。あの（四球となった金田への）高めの球はストライクと言ってもよかった」と声をかけられたが、杉下は後年、「ストライクゾーンが広い現代なら文句無しのストライク。高低は球1個分以上、左右も半分は違う」と述べている。また、1957年8月21日の試合（中日球場）では0-1で敗戦投手となったが、その試合で金田は完全試合を達成している。

#### 選手兼任監督就任
1957年10月23日の対読売ジャイアンツ戦（後楽園球場）ではプロ入りから僅か8年目で通算200勝を達成、敗戦投手は後にプロレスラーへ転向する馬場正平だった。
プロ10年目が終わった1958年に球団事務所を訪問すると、球団から「思い切ったことを考えているから、後日また来るように」と言われる。3日後、杉下が再度訪問すると「西沢（当時37歳）と服部（当時38歳）には辞めてもらう。30歳以上の選手は不要」と伝えられた。杉下自身も翌年には34歳になるものの、杉下には残留が要請された。しかし、その要請も投手としての登板を考慮されないものであり、別の日に訪問すると監督就任を要請された。杉下は前年にも11勝を挙げているために本人は寝耳に水だったが、監督就任を受諾する条件として服部と西沢の背番号（10・15）を永久欠番とし、引退試合を行うことを要請した。この条件は了承され、杉下は自身の背番号20も欠番にするかと問われても、「まだチームにいます」として拒否した。中日ドラゴンズ時代に挙げた通算211勝は、2012年に山本昌に抜かれるまで球団記録だった。
1959年から1960年まで中日ドラゴンズの選手兼任監督に就任したが、監督業に専念したために公式戦の出場は一切無かった。監督1年目は伊奈努（当時24歳）、児玉泰・大矢根博臣（共に当時25歳）ら若手投手が揃い、野手も捕手で入団した新人の江藤慎一を一塁で起用、入団2年目の前田益穂を三塁や遊撃に抜擢した。一気に若返ったチームは、64勝61敗5分で阪神と同率2位になったが、監督2年目の1960年は投手陣が崩れ、63勝67敗の5位に終わった。
1961年には毎日大映オリオンズへ投手コーチとして訪問したが、永田雅一からの一言で現役復帰を果たし、同年限りで引退した。この年は僅か4勝しか挙げられなかったため、生涯シーズン平均20勝を越えることが出来なかった。

### 現役引退後
1962年には大毎の一軍投手コーチに就任し、菅原紀元・若生智男・坂井勝二とタイプが異なる10勝投手を3人輩出すると、最終戦終了後に即座に辞表を提出した。後日、天知に呼び出されて東京・新橋の料亭へ行くと、阪神タイガース監督の藤本定義がおり、天知からの「藤本さんの野球を勉強してこい」の一言で阪神タイガースの一軍投手兼ヘッドコーチに就任した。就任後、フロントからは「新聞記者を大切にして下さい」と言われ驚いたが、これは中日では親会社が新聞社のため、記者のことを一切気にしていなかったからとされていた。エース・村山実と両輪だった小山正明が1963年のいわゆる「世紀のトレード」で移籍後、解雇寸前だったジーン・バッキーを春季キャンプ中に身体の使い方から投球方法まで徹底的に指導して29勝・防御率1.89の二冠を獲得させ、チームもリーグ優勝させた。シーズン終了後には野球評論家として、速球派左腕であるものの変化球に難があり評価が二分していた江夏豊（大阪学院大学高等学校）を調査して獲得を薦めたが、藤本から「江夏は記者との話し方を知らないから教えてやれ。お前が取れと言ったんだからな。責任がある」と言われてしまった。
1966年には阪神タイガースの監督に就任、藤本は総監督となったが、この年は投手陣の不振で読売ジャイアンツとは15ゲーム差の4位に低迷していた。ある日の試合で、杉下は審判から「権藤正利がフォームに難があり、マウンドで非常に（ボークと）紛らわしい動作をするので、きちんと静止させるように。静止しないなら完全にボークです」と指摘された。その後、8月10日の対読売ジャイアンツ戦にて審判から「権藤と話して下さい。相手球団からも抗議が来ている」と言われたため、権藤に「今日だけは（紛らわしい動作を）止めてくれ」と伝えた。5回裏2死満塁で三塁側の巨人コーチである牧野茂が三走の黒江透修に本盗のサインを出し、黒江は本塁でアウトとなったものの牧野が「ボークだ」と猛抗議し、判定が覆った。権藤の癖を知り尽くした策略だったが、結局その1点で負けたこともあり、怒り心頭の選手とは裏腹に審判の説明を少し聞いただけであっさり引き上げ、選手に何の説明もしない杉下について、捕手・辻佳紀が試合後に「かつての名投手か何だか知らんが、ボーク問題は微妙なんだ。自分ひとりが説明を聞いて納得しても我々の気持ちは収まらんよ。責任者は喧嘩するつもりでやってもらわんと。それが何だい?ああやって簡単に引き下がっちゃって。ファイトファイトと言って一番ファイトが無いのは誰だい」と吠えた。杉下自身も、「オーナー（野田誠三）も烈火のごとく怒ってしまった。『あんな生温い抗議するヤツにユニフォームを着させてはいけない』と。そう言われても仕方ない。試合前に（審判から）『ボークを取ります』と言われたんだから…」と述べている。また後年、「この年は新人で藤田平が入団し、藤田を試合で使うようオーナーから指令があったものの、当時の正遊撃手は吉田義男。峠は越していたかもしれないが、あれだけの吉田を使わずに高卒新人を使えというのは無茶な話だ。この時は吉田を二塁に回して対応したが、随分頭を悩ませた」と語っている。結局、杉下は同年8月13日に遠征先の広島で休養を命じられ、藤本が再び指揮を執ることになった。球団からは「杉下が気疲れから休養の申し出があり、それを受けた」とマスコミ各社に連絡があった。
1968年には古巣・中日の監督に復帰するが、前年まで3年連続2位だったことから新聞には「このままの布陣ではBクラス」と連載された。春季キャンプ直前になって監督の西沢道夫が健康上の理由で辞任し、杉下に球団から「何とかしろ」と就任要請が来たが、4月20日から9連勝で首位に立つも最下位に低迷、シーズン終了を待たず8月に解任された。
解任翌年の1969年から1975年まで、東京放送（TBS）・中部日本放送の野球解説者や東京中日スポーツの野球評論家として活動。1974年には、ロッテオリオンズの投手コーチだった植村義信からの依頼で村田兆治にフォークボールの投げ方を教えた。村田は自己流のアレンジを加えて投げ方を習得したが、この年の日本シリーズで中日と対戦した際に、フォークボールで三振の山を築いた。その結果、杉下は中日球団の関係者から激しく怒られたという。
1975年シーズン終了後、セ・リーグ会長の鈴木龍二から「（最下位に終わった）巨人をどう思う?お前が何とかしてやれ」と言われ、読売ジャイアンツの一軍投手コーチに就任した。前年に長嶋茂雄が引退して監督に就任したが、いわゆるV9戦士に衰えが目立ち、球団史上初の最下位に終わっていた。1976年は太平洋クラブライオンズから加藤初が移籍して15勝、小林繁が前年の5勝から18勝、新浦寿夫も11勝を挙げてリーグ優勝を果たし、野手はベテランが多かったが投手が頑張れば若手へスイッチできることを表した。1977年に連覇を果たしてからは1978年から2位、5位と低迷し、1979年秋の「地獄の伊東キャンプ」で若手と中堅を徹底的に鍛え上げた。杉下は1980年を最後の年と決めており、シーズン中は高橋善正をコーチとして育成するためにベンチとブルペンを交代で担当していた。結局、チームは優勝を逃したものの最終戦に勝利して長嶋の留任条件であるAクラス（3位）を確保し、翌朝には長嶋とコーヒーを飲みながら「伊東の成果が出ましたね。江川を筆頭に投手陣は盤石。来年は優勝できます」と話していたが長嶋は解任、杉下もコーチを退任した。
1978年には往年のライバル、金田が中心となって「名球会」が設立された。昭和生まれで野手は通算2000本以上の安打、投手は通算200勝以上を日本プロ野球の公式戦で挙げた選手、元選手が入会条件とされた。杉下は中日で通算200勝を達成していたが、大正生まれのために入会の対象外となった。名球会が発足した当時の存命者では別所毅彦、野口二郎、藤本英雄（通算200勝以上）、川上哲治（通算2000本安打以上）も同様の理由で対象外となっている。
1981年にTBSの野球解説者へ復帰したが、1993年から西武ライオンズの一軍投手コーチを務めた。杉下は、当時の西武に清原和博・秋山幸二、投手も工藤公康などが揃った黄金時代だったことから「寝ていても勝てるような布陣」と述べている。同時に、「選手を、というより森（投手コーチ）を一人前にするのが仕事だった。郭・渡辺・工藤・潮崎・鹿取らが主力だからコーチなんか要らない。色んな球団に行ったけど一番楽だった」と述べている。
1985年に野球殿堂入りを果たし、プロ野球マスターズリーグ「名古屋80D'sers」の監督を2006年から2年間務めたほか、2007年からは中日スポーツ紙上に自伝風コラム「伝える」を掲載していた。
1996年以降は中日ドラゴンズの春季沖縄キャンプに毎年参加し、90歳を超えても臨時コーチとして投手の指導に当たっていた。中日以外にも各チームのキャンプを巡回しては精力的に投手の指導を行い、特にフォークボールの指導には熱心だった。

#### 晩年
2019年頃より肺機能が低下したことに加え、新型コロナウイルスの蔓延もあって臨時コーチとしては2019年春季キャンプへの参加が最後となった。その後も感染を防ぐために自宅で過ごしていたが、2022年6月に間質性肺炎と診断され療養に入る。そして2023年6月12日、肺炎のため東京都内の病院で死去した。97歳没。杉下の死が中日球団を通じて伝えられた同月16日には杉下と同様に通算200勝を達成した北別府学も死去しており、一時代を築いた投手の訃報が相次いで報じられることとなった。
杉下の死去により、1950年代に日本プロ野球の監督を務めた人物は全員が鬼籍に入った。

## フォークボール
明治大学在学中に天知俊一から教えられた「フォークボール」は、試合で初めて投じた際に当たり損ないの安打になって以降、杉下自身が縁起の悪さを感じて封印した。しかし、プロ入り後は封印していたフォークボールを駆使し、「青バット」と呼ばれた大下弘から三振を奪うなど「日本初のフォークボーラー」として名を売った。

### 試合で投じるのは数球
日本初のフォークボーラーとして名を売ったものの、杉下は現在のフォークボーラーのような高い奪三振率は記録していない。その理由として「フォークボールを『最後の切り札』とする信念のもと、勝負所でのみ投じていたため」である。そのため、1試合で投じるフォークボールは多くても5〜6球程度と少ないものだった。
杉下はフォークボールについて「神様用のボール」と述べたうえで、「神様以外には見せ球しか使っていないが、それだけで相手は（フォークボールが）いつ来るかで迷ったという。また、『神様を倒して日本一の投手になる』と思っていた」と述べている。ある日、広岡達朗から川上が杉下のフォークボールの打ち方を寝ないで研究していたことを聞くと「川上さんにも打たれたことは無い。流石に真っ直ぐ（直球）だけだとやられるから、“神様”を誤魔化すための球だった」と語っている。
また、杉下の第一印象がフォークボールの使い手ということから「僕の現役時代を知らない人はフォークボールばかり投げていたと思っているかもしれないが、投じるのは1試合で数球だ。しかも（プロ入りした）1949年から日本一になった1954年まで。現役は1961年まで続けたが1955年以降はほとんど投げていない。直球に自信があったし、まやかしのボールで打ち取っても面白くなかった」と述べ、さらに初対戦の打者にはまず投げないと語っていた。「まず外角低めへ2球、最後は内角高め。最初に内か外かは投げた本人にも分からない。捕手はミットを左右に動かして球を追いかけても捕球出来ないから、よくバッテリーを組んだ河合保彦は身体で止められるように中腰で構えていた。投げる目標は河合のマスクの奥のおでこ。高めギリギリに投げて捕手の手前でバウンドしたから、落差は最大で1メートルくらいあったと思う。サインはパーで直球、グーがカーブ、チョキがフォーク」と述べている。
杉下の配球はあくまでも速球中心とし、そこにカーブなどの変化球を交えるスタイルでフォークボールには固執しなかった。しかし、直球勝負にこだわりすぎるあまり、1956年3月25日には樋笠一夫に日本プロ野球史上初となる「代打逆転サヨナラ本塁打」を浴び、広岡にもサヨナラ本塁打を打たれている。さらに選手晩年には新しい投球方法を模索するも結果が出ず、1961年に移籍した毎日大映オリオンズでは僅か4勝に終わり、フォークボールに回帰することなく同年限りで現役を引退した。引退後の自著では、現在のようにフォークボール中心の投球を行っていれば、それ相応の成績が残せていたかもしれないと回想している。

### ボールの気の向くまま
杉下が投じていたフォークボールは現在の一般的なフォークボールとは異なり、球が全く回転することなく左右に揺れながら落ちる、いわゆる「ナックルボール」に近いものである。その球は蝶のようにひらひら舞うとされ、そして調子の良い時は三段に渡って振れながら落ち、打者の手元でさらに二段階に渡って落ちたという。川上哲治が「ボールの縫い目が見えた」「捕手が取れないのに打てる訳がない」と言うほどの変化が起きるのは杉下の長い指があってこそで、杉下は人差し指と中指の第二関節の間をボールが触れることなく通過したとも言われている。しかし、杉下は「（球が）右へ行くのか左へ行くのか、ボールの気の向くまま。精密なコントロールなどとは無縁なものでした」と述懐しているほか、フォークボールを投じる際はとにかく腕を思い切り振り、捕手の顔面を目掛けて投げることだけに集中していたという。周囲からは「魔球」と呼ばれ、他球団でも多くの打者が研究したが、杉下は自身の財産だとして秘密を守り、オールスターゲームなどで他チームの捕手とバッテリーを組んだ際には決して投げず、マスコミにも握り方を見せることを拒否した。
現役時代に杉下と名勝負を繰り広げた金田正一は、「自分が見た最高の投手は藤本さんでも別所さんでもない。正真正銘のフォークボールを投げた杉下さん」と語っており、青田昇からも「金田よりお前の方が速かった」と言われたことがあると述べている。杉下も「フォークボールの亜流を投げた者は大勢いるが、本物のフォークボールを投げた者は5人。私と村山実、村田兆治、野茂英雄、佐々木主浩だ」と言い、現在の投手がフォークボールと称して投げているのはスプリットだと語っているほか、失投でないフォークボールが打たれたのは長嶋茂雄に一度だけだと語っている。

### フォークボールの伝授
杉下自身が最初にフォークボールを伝授したのは板東英二だという。
プロ野球選手としては決して手の大きい方ではない板東がフォークボールを習得したことは杉下自身も印象に残ったようで、1975年に読売ジャイアンツの投手コーチに就任後、江川卓に投げ方を指導する際には、わざわざ板東を遠征先に呼び出し、「フォークボールの握り方を見せてやってほしい」と頼んだという。また、村山実など1960年代から1970年代にかけてフォークボールを武器に活躍した投手の大半は、自身の教え子であるとテレビ番組で発言していた。
杉下は「村山が関西大学の頃から、ある人を通して教えていた。中日や巨人も狙っていたが肝臓が悪いと聞いて手を引き、阪神に入った。最初の中日監督時代はライバルチームだが記者を通して頼まれ、ブルペンでこっそり指導したこともある。三塁コーチに立つと、彼がフォークを投げるときは全部分かったから打者に伝えたよ。阪神でコーチと選手の関係になると『腕の位置を下げて、いい変化をするところを探ってごらん』と助言した。フォークは横手でも下手でも投げられるんだ。彼は『お客さんは、僕が真上から投げ下ろす“ザトペック投法”を見に来ます。イメージを壊したくないので、いよいよダメになったら（腕の位置を）下げます』とオーバースローにこだわった」と述べている。しかし、杉下自身は速球こそが投手の価値で変化球は衰えを補う「最後の手段」と位置づけており、変化球は好投手の必須条件ではなく、投手の技術でもないと語った。

## 詳細情報

### 年度別投手成績
| 年 度      | 球 団            | 登 板 | 先 発 | 完 投 | 完 封 | 無 四 球 | 勝 利 | 敗 戦 | セ 丨 ブ | ホ 丨 ル ド | 勝 率 | 打 者 | 投 球 回 | 被 安 打 | 被 本 塁 打 | 与 四 球 | 敬 遠 | 与 死 球 | 奪 三 振 | 暴 投 | ボ 丨 ク | 失 点 | 自 責 点 | 防 御 率 | W H I P |
| ---------- | ---------------- | ----- | ----- | ----- | ----- | -------- | ----- | ----- | -------- | ----------- | ----- | ----- | -------- | -------- | ----------- | -------- | ----- | -------- | -------- | ----- | -------- | ----- | -------- | -------- | ------- |
| 1949       | 中日 名古屋 中日 | 29    | 15    | 7     | 0     | 0        | 8     | 12    | --       | --          | .400  | 688   | 159.2    | 160      | 15          | 66       | --    | 3        | 66       | 1     | 0        | 81    | 65       | 3.66     | 1.42    |
| 1950       | 中日 名古屋 中日 | 55    | 30    | 22    | 2     | 0        | 27    | 15    | --       | --          | .643  | 1361  | 325.2    | 269      | 24          | 134      | --    | 7        | 209      | 5     | 0        | 135   | 116      | 3.20     | 1.24    |
| 1951       | 中日 名古屋 中日 | 58    | 24    | 15    | 4     | 0        | 28    | 13    | --       | --          | .683  | 1243  | 290.1    | 274      | 18          | 90       | --    | 5        | 147      | 4     | 0        | 116   | 76       | 2.35     | 1.25    |
| 1952       | 中日 名古屋 中日 | 61    | 30    | 25    | 6     | 2        | 32    | 14    | --       | --          | .696  | 1448  | 355.2    | 316      | 13          | 96       | --    | 3        | 160      | 5     | 0        | 118   | 92       | 2.33     | 1.16    |
| 1953       | 中日 名古屋 中日 | 45    | 27    | 13    | 1     | 1        | 23    | 9     | --       | --          | .719  | 1114  | 266.2    | 230      | 16          | 91       | --    | 9        | 156      | 4     | 0        | 98    | 84       | 2.83     | 1.20    |
| 1954       | 中日 名古屋 中日 | 63    | 32    | 27    | 7     | 1        | 32    | 12    | --       | --          | .727  | 1531  | 395.1    | 265      | 9           | 103      | --    | 7        | 273      | 7     | 0        | 71    | 61       | 1.39     | 0.93    |
| 1955       | 中日 名古屋 中日 | 53    | 27    | 24    | 5     | 5        | 26    | 12    | --       | --          | .684  | 1253  | 328.0    | 226      | 16          | 57       | 1     | 5        | 247      | 2     | 0        | 62    | 57       | 1.56     | 0.86    |
| 1956       | 中日 名古屋 中日 | 42    | 26    | 19    | 4     | 5        | 14    | 14    | --       | --          | .500  | 949   | 248.0    | 172      | 11          | 48       | 1     | 0        | 167      | 2     | 0        | 70    | 55       | 2.00     | 0.89    |
| 1957       | 中日 名古屋 中日 | 41    | 12    | 6     | 1     | 1        | 10    | 7     | --       | --          | .588  | 639   | 169.1    | 108      | 11          | 32       | 1     | 1        | 122      | 4     | 0        | 43    | 33       | 1.75     | 0.83    |
| 1958       | 中日 名古屋 中日 | 46    | 18    | 10    | 1     | 2        | 11    | 9     | --       | --          | .550  | 858   | 218.0    | 169      | 16          | 46       | 1     | 3        | 161      | 4     | 0        | 56    | 43       | 1.78     | 0.99    |
| 1961       | 大毎             | 32    | 4     | 2     | 0     | 1        | 4     | 6     | --       | --          | .400  | 353   | 85.0     | 77       | 5           | 29       | 2     | 1        | 53       | 2     | 0        | 29    | 23       | 2.44     | 1.25    |
| 通算：11年 | 通算：11年       | 525   | 245   | 170   | 31    | 18       | 215   | 123   | --       | --          | .636  | 11437 | 2841.2   | 2266     | 154         | 792      | 6     | 44       | 1761     | 40    | 0        | 879   | 705      | 2.23     | 1.08    |

- 各年度の太字はリーグ最高
- 中日（中日ドラゴンズ）は、1951年に名古屋（名古屋ドラゴンズ）に、1954年に中日（中日ドラゴンズ）に球団名を変更

### 年度別監督成績
| 年度      | 年度      | チーム    | 順位      | 試合 | 勝利 | 敗戦 | 引分 | 勝率 | ゲーム差               | チーム 本塁打          | チーム 打率            | チーム 防御率          | 年齢                   |
| --------- | --------- | --------- | --------- | ---- | ---- | ---- | ---- | ---- | ---------------------- | ---------------------- | ---------------------- | ---------------------- | ---------------------- |
| 1959年    | 昭和34年  | 中日      | 2位       | 130  | 64   | 61   | 5    | .512 | 13                     | 106                    | .237                   | 2.77                   | 34歳                   |
| 1960年    | 昭和35年  | 中日      | 5位       | 130  | 63   | 67   | 0    | .485 | 9                      | 87                     | .230                   | 3.08                   | 35歳                   |
| 1966年    | 昭和41年  | 阪神      | 3位       | 135  | 64   | 66   | 5    | .492 | 25                     | 81                     | .233                   | 2.52                   | 41歳                   |
| 1968年    | 昭和43年  | 中日      | 6位       | 134  | 50   | 80   | 4    | .385 | 27                     | 142                    | .246                   | 3.72                   | 43歳                   |
| 通算：4年 | 通算：4年 | 通算：4年 | 通算：4年 | 405  | 182  | 215  | 8    | .458 | Aクラス2回、Bクラス2回 | Aクラス2回、Bクラス2回 | Aクラス2回、Bクラス2回 | Aクラス2回、Bクラス2回 | Aクラス2回、Bクラス2回 |

※1959年から1962年、1966年から1996年までは130試合制

### タイトル
- 最多勝利：2回（1951年、1954年）
- 最優秀防御率：1回（1954年）
- 最多奪三振：2回（1950年、1954年）※4年のブランク受賞は同賞史上最長タイ（他は鈴木啓示、上原浩治）。当時連盟表彰なし、セントラル・リーグでは1991年より表彰。
- 最高勝率：1回（1954年）

### 表彰
- 沢村栄治賞：3回（1951年、1952年、1954年）※最多タイ記録（他は金田正一、村山実、斎藤雅樹、山本由伸）
- 最高殊勲選手（MVP）：1回（1954年）
- ベストナイン：1回（投手部門：1954年）
- 野球殿堂競技者表彰（1985年）
- 日本シリーズMVP：1回（1954年）
- 日本シリーズ最優秀投手賞：1回（1954年）

### 記録
初記録
投手記録
- 初登板・初勝利：1949年4月3日、対南海ホークス2回戦（中日球場）

打撃記録
- 初本塁打：1950年4月21日、対西日本パイレーツ5回戦（祐徳国際グラウンド）、6回表に野本喜一郎から左越満塁本塁打[12]

節目の記録
- 100勝：1953年4月25日、対大洋ホエールズ3回戦（大阪スタヂアム）※史上15人目[30]
- 1000奪三振：1954年10月10日、対読売ジャイアンツ25回戦（中日球場）、与那嶺要から ※史上11人目[31]
- 150勝：1954年10月14日、対広島カープ25回戦（中日球場）
- 200勝：1957年10月23日、対読売ジャイアンツ25回戦（後楽園球場）※史上7人目[32]

その他の記録
- 投手三冠：1回（1954年）※史上5人目、セ・リーグ初
- ノーヒットノーラン：1955年5月10日、対国鉄スワローズ戦（川崎球場）、9回無安打1四球無失点 ※史上21人目28度目[33]
- 2841.2イニングボークなし
- 日本シリーズ4完投：1954年 ※シリーズ最多タイ記録
- オールスターゲーム出場：6回（1951年 - 1956年）

### 背番号
- 20（1949年 - 1962年）
- 63（1964年 - 1966年、1968年）
- 71（1976年 - 1980年、1993年 - 1994年）

## 関連情報

### 著書
- 『フォークボール一代：勝利への投球、その闘いの足跡』（ベースボール・マガジン社：1988年12月） ISBN 978-4583027210
- 『幻のメジャーリーガーとフォークボール：50年以上前、私は野球の本場アメリカからスカウトされた』（本の友社：2004年4月） ISBN 978-4894394568
- 『伝える：わたしが見てきた野球80年』（中日新聞社：2010年11月） ISBN 978-4806206194
- 『伝えるII：プロ野球 努力の神様たち』（中日新聞社、2013年11月）ISBN 9784806206590

### 関連書籍
- 『杉下茂物語』（金子家基著、室町書房、1955年)
- 『中日ドラゴンズ名選手の時代：テレビマンが描いたドラゴンズ痛快伝説』（浅野芳光著、名古屋丸善出版サービスセンター、2007年11月、ISBN 9784895973854）
- 『杉下茂「魔球」の行方：日本初の本格派フォークボール投手と中日ドラゴンズの栄光：昭和29年』 （富永俊治著、アルマット、2010年8月、ISBN 9784877315283）